# 維利夫卡
49°40′34″N 36°10′52″E / 49.67611°N 36.18111°E
維利夫卡（烏克蘭語：Вилівка）是位於烏克蘭東部的村莊，由哈爾科夫州丘胡伊夫区的茲米伊夫市鎮負責管轄。該村始建於1685年，面積0.85平方公里，海拔高度120米，2001年人口43，人口密度每平方公里50.4人。